# Gyálukáluluj
Gyálukáluluj (románul: Poiana Horea) falu Romániában, Erdélyben, Kolozs megyében.

## Fekvése
Jósikafalva (Beliş) mellett fekvő település.

## Története
Gyálukáluluj, Lómező (eredete: Dealul calului, jelentése: „Ló dombja”), korábban Jósikafalva része volt 1910-ben 157 lakossal, melyből 143 román, 14 magyar volt. 1956-ban 776, 1966-ban 1145, 1977-ben 1027, 1992-ben 457 román lakossal. 2002-ben pedig 424 lakosából 423 román, 1 német volt.